# Santiago Tilantongo
Santiago Tilantongo (kurz: Tilantongo) ist ein Dorf mit etwa 500 Einwohnern im Nordwesten des Bundesstaates Oaxaca in Mexiko; darüber hinaus ist es der Verwaltungssitz der insgesamt ca. 3.200 Einwohner zählenden gleichnamigen Gemeinde (municipio). Tilantongo war einst unter ihrem ursprünglichen Namen Ñuu Tnoo die Hauptstadt des Mixtekenreichs.

## Lage und Klima
Der Ort Tilantongo liegt in ca. 2200 m Höhe im Distrikt Nochixtlán, zu dem auch Orte Santo Domingo Yanhuitlán und Santa María Apazco gehören, in der gebirgigen Region Mixteca Alta. Die Entfernung nach Asunción Nochixtlán beträgt knapp 35 km (Fahrtstrecke) in nordöstlicher Richtung; die Stadt Oaxaca de Juárez ist ca. 120 km in südöstlicher Richtung entfernt. Das Klima ist gemäßigt bis warm; Regen (ca. 530 mm/Jahr) fällt hauptsächlich in den Sommermonaten.

## Bevölkerungsentwicklung
| Jahr      | 2000 | 2005 | 2010 |
| Einwohner | 395  | 496  | 474  |

Die Einwohner sind ausnahmslos mixtekischer Abstammung; man spricht hauptsächlich mixtekische Dialekte.

## Wirtschaft
Bereits in vorspanischer Zeit war die Gegend von Mixteken-Indianern besiedelt. Die Menschen der Region leben noch heute weitgehend als Selbstversorger von den Erträgen ihrer Felder (Mais, Weizen) und Gärten (Kartoffeln, Bohnen, Tomaten, Chili etc.) Viehzucht wird nur in geringem Umfang betrieben (Hühner, Truthühner). Aus kleinwüchsigen Jipijapa-Palmen werden Hüte, Taschen etc. hergestellt.

## Geschichte
Etwa um 600 n. Chr. entstand auf dem nahegelegenen Berg Monte Negro eine Kultstätte; diese wurde im 11. Jahrhundert immer größer und bedeutender. Der Ort wurde unter dem Herrscher 8-Hirsch-Jaguarkralle (1063–1115) und seinen Nachfolgern zum politischen, wirtschaftlichen und kulturellen Zentrum eines Reichs, welches die gesamte Bergregion und auch die Küstenebene der Mixteca umfasste. Im 15. Jahrhundert sah man sich mit zunehmenden Expansionsbestrebungen der Azteken und ihrer Verbündeten konfrontiert; im 16. Jahrhundert kamen die spanischen Conquistadoren und Missionare.

## Sehenswürdigkeiten
- Die in den 1960er Jahren erforschte Ausgrabungsstätte am Cerro Negro ist nur von geringem Interesse.
- In der bereits im 16. oder 17. Jahrhundert erbauten schmucklosen Kirche stehen zahlreiche Heiligenfiguren, die an besonderen Festtagen in Prozessionen mitgeführt werden.